# Niels Hausgaard
Niels Samuel Hausgaard (født 31. august 1944 i Hirtshals) er en dansk sanger, sangskriver og satiriker
Siden 1970'erne blev han kendt for sine sange og underspillede komik – leveret med en humoristisk og lun blanding af menneskekundskab og samfundssatire, som typisk er kommet til udtryk i de mange shows han i en række år har optrådt med rundt omkring i Danmark. Oprindeligt er Hausgaard kendt for at tale vendelbomål – i de senere år dog i mindre udpræget grad.  
Hausgaard er bosat i Hundelev.

## Karriere
Niels Hausgaard blev født den 31. august 1944 i en indremissionsk fiskerfamilie fra Hirtshals. Som 10-årig kom han på opdragelsesanstalten Rybjerggård i Ry. I konfirmationsalderen kom han ud at tjene på en gård i Hjørring-området. Efter sin militærtjeneste gik Hausgaard på Det Jyske Kunstakademi i Mejlgade, Aarhus. Hausgaard er uddannet skibssmed fra Hirtshals Havn og sejlede i 1960’erne for flere store rederier.    
I 1970’erne begyndte han at optræde som huspoet for DR Nordjylland. I 1972 indspillede han sin første plade og begyndte at optræde landet over.
I 1990'erne optrådte Hausgaard sammen med komikeren Erik Clausen i en række tv-udsendelser med titlen Clausen & Hausgaard. Hausgaard hører til på den politiske venstrefløj og har været aktiv i Folkebevægelsen mod EU og senere Juni-bevægelsen. 
Hausgaard har læst til maskinmester uden at blive færdig og har gået en kort periode på kunstakademiet: "Det, jeg lærte, var, at jeg ikke havde noget at gøre der". Billedkunst optager dog stadig Hausgaard, som selv har illustreret de fleste af sine plader.[kilde mangler]. 
Han har også malet portrættet af sømandsvisesangeren Fisker Thomas, som pryder omslaget på hans fjerde album Morild fra 1980. Denne pladeudgivelse er desuden produceret af Niels Hausgaard, der har skrevet tekster til tre af numrene og medvirker som guitarist og korsanger på albummet.
Hausgaard har tidligere været kommunist (dog ikke medlem af DKP) og har senere bakket Minoritetspartiet op i deres forsøg på at komme i Folketinget i 2005.
I 2006 udkom hans album Flyv så, der blev nomineret til "Årets danske album" ved Danish Music Awards Folk. Hausgaard selv vandt prisen for "Årets danske sangskriver" ved samme prisuddeling.
I år 2007 har Signe Svendsen turneret med Hausgaard som sanger i et af sine shows.
I 2014 optrådte han ved Zulu Comedy Galla.
Har siden 2019 medvirket i TV2 Zulus serie Minkavlerne, sammen med blandt andre Ruben Søltoft, Kirsten Lehfeldt og Kasper Gross.

## Hæder
I 2006 fik han Otto Gelsted-prisen på 65.000 kr. Samme år fik han Gelsted-Kirk-Scherfig-Prisen på 25.000 kr, som han gav videre til Dagbladet Arbejderen.
Hausgaard modtog i 1997 Modersmål-Prisen.
I 2012 højskolekulturprisen Den Gyldne Grundtvig.
Hans album Flyv så (2006) blev nomineret til "Årets danske album" ved Danish Music Awards Folk i 2007, og Hausgaard selv vandt prisen for "Årets danske sangskriver" ved samme prisuddeling.
I 2022 modtog han Polka Verner Legatet af Danmarks Smukkeste Festival, som gives til "personer, som har gjort en særlig indsats i musik- eller underholdningslivet." Det andet legat gik til Jonatan Spang, Camilla Boraghi og Michael "MC" Christiansen fra Tæt på Sandheden.

## Musikere Hausgaard har optrådt sammen med
- Christian Alvad (guitarist)
- Troels Skjærbæk (bassist)
- Tine Refsgaard (sangerinde og sangskriver)
- Signe Svendsen (sangerinde og sangskriver)
- Henrik Baloo (pianist)
- Jane & Shane (irsk/engelsk folkemusikduo)
- Viggo Sommer
- Hugo Rasmussen (bassist)
- Martin Schack (pianist og komponist)

## Diskografi

### Studiealbum
- 1973 – Et Portræt
- 1975 – Til Ane
- 1976 – Men det går jo nok
- 1979 – Kunst
- 1982 – Når alt kommer til alt
- 1983 – Han tog realen med
- 1985 – Kom lad os danse
- 1988 – Som jeg altid plejer at sige
- 1991 – I fornuftens land
- 2006 – Flyv så

### Opsamlings- og livealbums
- 1992 – En halv time tidligere
- 2009 – SHOW DVD+CD

## Shows
- Live med mer (1998)
- Med hudfarvet hud (2004)
- Kun ydre ting (2005)
- Vildskab (2006)
- Os der glor (2007)
- Alle de rige lande (2008)
- Hvad munden er fuld af (2009)
- Jomfru igen (2010)
- Bides hestene (2021)